# 480 a.C.
Il 480 a.C. (CDLXXX a.C. in numeri romani) è un anno  del V secolo a.C.

## Eventi
- 20 agosto:
  - L'esercito spartano, comandato dal re Leonida I, ferma i Persiani alle Termopili
  - Atene: i Persiani distruggono e saccheggiano la città di Atene (colmata persiana)
- 29 settembre:
  - Salamina: nella battaglia di Salamina gli Ateniesi distruggono la flotta persiana
  - Sicilia: battaglia di Imera tra Cartagine e le città alleate di Agrigento e Siracusa per il dominio dell'isola; strepitosa vittoria siceliota, che porterà ad una lunga pace
- Roma:
  - consoli Marco Fabio Vibulano (al secondo consolato) e Gneo Manlio Cincinnato.
  - durissimo scontro tra Romani ed Etruschi nella Battaglia di Veio
  - Battaglia di Imera: i Greci sconfiggono i Cartaginesi.

## Nati
- Antifonte di Ramnunte, oratore ateniese († 411 a.C.)

## Morti
- 10 agosto - Eurito di Sparta, militare spartano
- 23 settembre - Ariabigne, ammiraglio persiano
- 23 settembre - Damasitimo, re persiano
- Amilcare I, condottiero cartaginese
- Demofilo, militare greco antico
- Efialte di Trachis, greco antico
- Quinto Fabio Vibulano, politico e militare romano
- Leonida I, re spartano
- Gneo Manlio Cincinnato, politico e militare romano
- Pantite, militare spartano